# Élections générales britanno-colombiennes de 1933
L'élection générale britanno-colombienne de 1933 fut déclenchée le 13 septembre 1933 et s'est déroulée le 2 novembre afin d'élire les députés de la 18e législature à l'Assemblée législative de la Colombie-Britannique. Il s'agit de la 18e élection générale dans la province depuis l'adhésion de la Colombie-Britannique au Canada en 1871. Le Parti libéral de la Colombie-Britannique, dirigé par Thomas Dufferin Pattullo, remporte la victoire et forme un gouvernement majoritaire.
La Fédération du commonwealth coopératif (social-démocrate), participant aux élections pour la première fois, forme l'opposition officielle.
À cause de dissensions internes, l'exécutif provincial du Parti conservateur choisissent de ne pas participer officiellement à l'élection ; chaque association locale devait s'organiser indépendamment. Certains candidats conservateurs se présentent en tant qu'indépendants, d'autres en tant que conservateurs indépendants. Les candidats appuyant le premier ministre Simon Fraser Tolmie se présentent sous la bannière du Parti unioniste de la Colombie-Britannique, et ceux appuyant William John Bowser, un ancien premier ministre, s'organisent sous la bannière du Groupe indépendant non-partisan. Lorsque Bowswer est mort, et les élections dans Vancouver Centre et Victoria City furent remises, quatre candidats non-partisans et deux unionistes se sont désistés.

## Résultats
| Parti                  | Parti                           | Chef                     | # de candidats | Sièges | Sièges | Sièges   | Voix    | Voix    | Voix     |
| ---------------------- | ------------------------------- | ------------------------ | -------------- | ------ | ------ | -------- | ------- | ------- | -------- |
| Parti                  | Parti                           | Chef                     | # de candidats | 1928   | Élus   | % Diff.  | #       | %       | % Diff.  |
|                        | Libéral                         | Thomas Dufferin Pattullo | 47             | 12     | 34     | +183,3 % | 159 131 | 41,74 % | +1,70 %  |
|                        | Commonwealth coopératif         |                          | 46             | *      | 7      | *        | 120 185 | 31,53 % | *        |
|                        | Groupe indépendant non-partisan |                          | 30             | *      | 2      | *        | 38 836  | 10,19 % | *        |
|                        | Indépendant1                    | Indépendant1             | 29             | -      | 2      | -        | 29 506  | 7,74 %  | +6,73 %  |
|                        | Unioniste²                      |                          | 12             | 35     | 1      | -97,1 %  | 15 445  | 4,05 %  | -49,25 % |
|                        | Travailliste                    |                          | 4              | *      | 1      | *        | 2 357   | 0,62 %  | *        |
|                        | Conservateur indépendant        | Conservateur indépendant | 6              | -      | -      | -        | 7 114   | 1,87 %  | +1,58 %  |
|                        | Front uni³                      |                          | 20             | *      | -      | *        | 4 584   | 1,20 %  | *        |
|                        | FCC Indépendant                 | FCC Indépendant          | 8              | *      | -      | *        | 2 266   | 0,59 %  | *        |
|                        | Libéral indépendant             | Libéral indépendant      | 2              | *      | -      | *        | 1 076   | 0,28 %  | *        |
|                        | Socialiste                      |                          | 5              | *      | -      | *        | 370     | 0,10 %  | *        |
|                        | Libéral-progressiste            | Libéral-progressiste     | 1              | *      | -      | *        | 353     | 0,09 %  | *        |
| Total                  | Total                           | Total                    | 210            | 48     | 47     | -2,1 %   | 381 223 | 100 %   |          |
| Sources : Elections BC |                                 |                          |                |        |        |          |         |         |          |

Notes :
* N'a pas présenté de candidats lors de l'élection précédente.
1 Inclut certains conservateurs qui se sont présentés en tant qu'indépendants
² Variation comparée aux résultats du Parti conservateur dans l'élection précédente
³ Un candidat du Front uni, C.J. McKendrick, brigue les suffrages dans deux circonscriptions (Dewdney et Vancouver Centre) et est compté deux fois.

## Source
- (en) Cet article est partiellement ou en totalité issu de l’article de Wikipédia en anglais intitulé « British Columbia general election, 1933 » (voir la liste des auteurs).